# Jeanne Immink

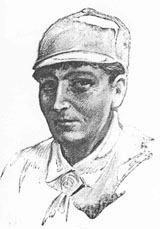
Jeanne Immink, circa 1890

Jeanne Immink (geboren als Jeannette Frederike Hermine Diest am 10. Oktober 1853 in Amsterdam; gestorben am 20. August 1929 in Mailand) ist eine Begründerin des modernen Frauenbergsteigens. Sie war die erste Bergsteigerin, von der es viele Fotos beim Klettern gab, damals eine Sensation. Damit revolutionierte sie mit ihren Touren im steilen Fels das Bild der Bergsteigerin und machte Frauenbergsteigen populär.

## Leben
Jeanne Diest wuchs in einer Familie deutsch-jüdischer Herkunft auf. Ihr Vater, von Beruf Börsenmakler, verstarb früh. Er hinterließ Frau und vier Töchter, die es im damals verarmten Amsterdam nicht leicht hatten. Jeanne, die Älteste, war eine gute Gymnasiastin und genoss eine gute Ausbildung. Sie sprach neben ihrer holländischen Muttersprache auch noch Englisch, Deutsch und Italienisch. Frauen hatten jedoch keinen Zugang zur Universität, einen weiblichen Berufsstand gab es nicht. Die Ehe war meist die einzige Existenzgrundlage, daher heiratete sie sehr früh den Schullehrer Karel Immink, mit dem sie 1874 nach Südafrika auswanderte. 1879 kam ihr erstes Kind, der Sohn Wilhelmus zur Welt. In der Hauptstadt Transvaals waren die Lebensumstände kaum besser. Die Ehe scheiterte, sie konnte auch keine Bindung zu ihrem Sohn aufbauen. 
Sie flüchtete in eine Affäre mit dem britischen Dragonerhauptmann Henry Douglas-Willan, der während der Strafexpedition von 1879 gegen die Zulu Karriere machte. Als der spätere Regimentsoberst nach Indien abkommandiert wurde, reiste Immink mit ihm, sich auf diese Weise einer Vorladung wegen Ehebruchs entziehend. Ihr Kind brachte sie bei Bekannten in Pretoria unter.
Das Abenteuer in den unruhigen Nordwestterritorien Indiens währte nicht lange. Eine weitere Schwangerschaft von Immink bedeutete das Ende der Liaison. Douglas-Willans Schwadronen waren andauernd im Einsatz, Kinder wurden im Umfeld der Truppe nicht geduldet. 1882 kehrte Immink alleine nach Europa zurück. In der Schweiz brachte sie ihr uneheliches Kind zur Welt, wiederum einen Sohn, um den sie sich jedoch lebenslang kümmern sollte. Dank großzügiger Alimente von Douglas-Willan, der aus einer angesehenen Militärdynastie stammte, war sie fortan finanziell unabhängig. Zudem hatte sie eine glückliche Hand mit Wertpapieren. Ihr Sohn Luigi Immink wurde Industrieller und der erste niederländische Honorarkonsul in Italien.
Immink starb 1929 mit 75 Jahren in Mailand.

## Bergsteigerische Leistungen

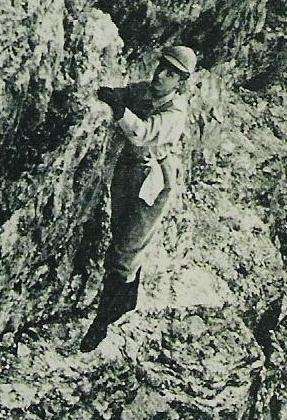
Jeanne Immink an der Kleinen Zinne (1893)

In der Schweiz entwickelte sich Jeanne Immink schnell von der bergwandernden Sommerfrischlerin zur ernsthaften Alpinistin. In den Walliser Alpen überwand sie Höhenunterschiede von 2500 bis 3000 Metern an einem Tag. Das Matterhorn überschritt sie zweimal, von Breuil und von Zermatt aus. Sie eröffnete eine neue Route am Ortler und stieg vom Talboden auf die Zugspitze, nonstop hin und zurück. Ihre Gewalttouren in Schnee und Eis sowie ihre Gewandtheit im Fels waren sprichwörtlich.
Weithin bekannt wurde Jeanne Immink jedoch in den Dolomiten, wo sie Anfang der 1890er Jahre mit zwei besonderen Leistungen Aufsehen erregte. Sie durchstieg am 4. September 1891 den Schmittkamin an der Fünffingerspitze in Begleitung der Bergführer Antonio Dimai und Giuseppe Zecchini. Die Fachwelt sprach der „unerschrockenen Holländerin“ eine „ganz erstaunliche alpin-touristische Leistung“ zu. Außerdem erstieg sie am 19. August 1893 die Nordwand der Kleinen Zinne mit den Bergführern Sepp Innerkofler und Veit Innerkofler – es war erst die dritte Begehung – in einer Rekordzeit von weniger als 2 Stunden. Diese beiden Berge galten um 1890 als besondere Herausforderungen des Klettersports. Immink selbst verfasste für den Österreichischen Alpenklub einen Bericht, in dem es unter anderem hieß: „Da wir weibliche Berggymnasten nach einer schwierigen Tour leider nur zu oft verleumdet werden, so möchte ich anmerken, dass ich an keiner Stelle wie ein Rucksack am Seil hinaufbefördert worden bin und ohne besondere Hilfe von Seiten der Führer die Besteigung gemacht habe.“
Als Felsgeherin beteiligte sich Immink energisch an der neuen Orientierung des Alpinismus im ausgehenden 19. Jahrhundert: Nicht der Gipfel, sondern der Weg wurde zum Ziel. Die Imminkführe am Cusiglio in der Palagruppe ist das früheste Beispiel einer solchen rein sportlichen Kletterführe. Jeanne Immink war die erste Frau, die ständig im dritten und vierten, dem damals höchsten Schwierigkeitsgrad kletterte. Haken und Karabiner kamen erst um 1900 auf. Hanfseile boten wenig Sicherheit und wurden bei Nässe steif. Jeanne Immink unternahm Neutouren in unbetretenen Dolomitenregionen (Bosconero, Tàmer am 11. September 1892, Cimonega). Zu ihren wichtigsten Touren gehören beispielsweise die Erstbesteigung des Sasso di Toanella und der Rocchetta Alta, die erste Ersteigung der nach ihr benannten Cima Immink in der Palagruppe oder eine neue Route am Zahnkofel. Sie kannte fast alle Routen in der Umgebung der wichtigsten Kletterzentren (Cortina d’Ampezzo, Sexten, Gröden, San Martino di Castrozza). Vielen Touren fügte sie etwas Neues hinzu, einen Schnelligkeitsrekord (Cima della Madonna, Santnerspitze), eine Variante (Langkofel, Sass Maor) oder eine erste Überschreitung (Fünffingerspitze, Zahnkofel). Die ersten Winterbegehungen der Croda da Lago, des Becco die Mezzodi, der Kleinen Zinne oder des Monte Averau gehen auch auf ihr Konto.
Sie gehörte zwei leistungsbezogenen alpinen Vereinen an: der Sektion Turin des Club Alpino Italiano sowie ab 1890 dem bis heute exklusiven Österreichischen Alpenklub.

## Bedeutung im Alpinismus

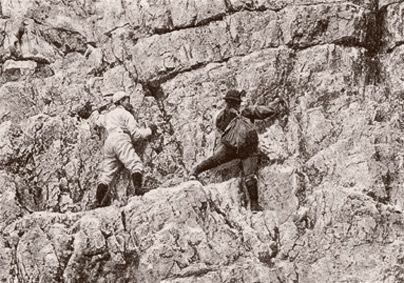
Jeanne Immink in den Dolomiten (undatiert)

Jeanne Immink war die Erste, die sich intensiv Gedanken um die Ausrüstung machte. Sie gilt als Erfinderin des Abseilgurts. Ihren Kopf schützte sie mit einer Reiterkappe, Vorläuferin heutiger Steinschlaghelme. Sie trug eine Hose, brach so mit den Konventionen und änderte das Bild der Frau im Gebirge. Mit ihrem Ehrgeiz maß sie sich an der männlichen Konkurrenz. „Ich fordere die Herren Alpinisten auf, meinen Schritten zu folgen“, schrieb sie nach einer Erstbesteigung. Sie besorgte den jungen, später ruhmvollen Bergführern Michele Bettega, Antonio Dimai und Sepp Innerkofler die ersten großen Aufträge. Jeanne Immink bestimmte stets selbst das Ziel und die Schwierigkeit einer Tour. Darüber hinaus unternahm sie auch Solotouren und Bergfahrten auf eigene Faust. Oft führte sie ihren kleinen Sohn auf einen schwierigen Gipfel. Ihr Verdienst ist, dass sie die Berge den Frauen leichter zugänglich machte.
In der frauenfeindlichen Umwelt des damaligen Bergsteigens war Immink eine Ausnahmeerscheinung, die jedoch von den Männern akzeptiert wurde. In der Öffentlichkeit wurde sie vor allem bekannt durch ihre Zusammenarbeit mit Theodor Wundt, dem Pionier der Bergfotografie. So entstanden 1893 die ersten Bilder einer Frau im ausgesetzten Fels. Die Aufnahme von Immink an der Kleinen Zinne mitten im Fels war damals eine Sensation. Immink hatte auch einen feministischen Ansatz, sie schrieb selbst: „Nichts ist zuträglicher auch für die Frau, sowohl körperlich wie geistig, als das Bergsteigen. Da bekommt man erst das Gefühl seiner Kraft, die keineswegs so gering ist, wie man gewöhnlich glaubt. Nichts hebt so das Selbstvertrauen, die Geistesgegenwart und den Mut, Eigenschaften, welche die Frau ebenso gut gebrauchen kann wie der Mann..... Ist .... alles in Ordnung, so kann eine gesunde Frau ebenso viel aushalten und leisten wie ein Mann“.
Der Ruf von Jeanne Immink hat bis heute überdauert. Der italienische Bergführer und Extremkletterer Donato Zagonel (* 1963) wiederholte viele Routen von „La Immink“. Er schätzt die Abenteuerlust und Charakterfestigkeit der ersten Frau, „die das sportliche Bergsteigen zum Lebensinhalt erhob“. Ihre Bedeutung lag auch darin, dass Immink als eine der ersten nicht nur den Gipfel als erstrebenswert ansah, sondern auch den Weg dahin und die dabei zu überwindenden Schwierigkeiten. Damit hatte sie ein heute sehr modern anmutendes Verhältnis zum Alpinismus.
Zwei nebeneinanderliegende Dolomitengipfel in der Palagruppe wurden nach ihr benannt, die Cima Immink und der daneben stehende Campanile Giovanna (= Jeanne).